# Flughafen Sacramento Mather

i7
i11
i13
Der Flughafen Sacramento Mather ist ein ziviler Flughafen rund 20 Kilometer östlich der Stadt Sacramento in Kalifornien. Der Flughafen wurde am 5. Mai 1995 eröffnet und nutzt Teile der im Jahre 1993 geschlossenen Mather Air Force Base. Der Name „Mather“ erinnert an Leutnant Carl Spencer Mather (1894 – 1918), der am 30. Januar 1918 bei einem Flugunfall sein Leben verlor. Ihm zu Ehren erhielt der Flugplatz, aus dem letztlich der Flughafen hervorging, am 2. Mai 1918 den Namen Mather Field.

## Flughafenanlage
Der Flughafen Sacramento Mather nimmt eine Fläche von 1163 Hektar in Anspruch. Er hat zwei Landebahnen. Die längere der beiden hat die Abflugrichtung 4R bzw. 22L und eine Länge von 3445 Metern. Die kürzere Landebahn ist parallel ausgerichtet und ist 1840 Meter lang.
Der Flughafen besitzt außerdem zwei Hubschrauberlandeplätze. Die Landeflächen messen 30 × 30 Meter bzw. 9 × 9 Meter.

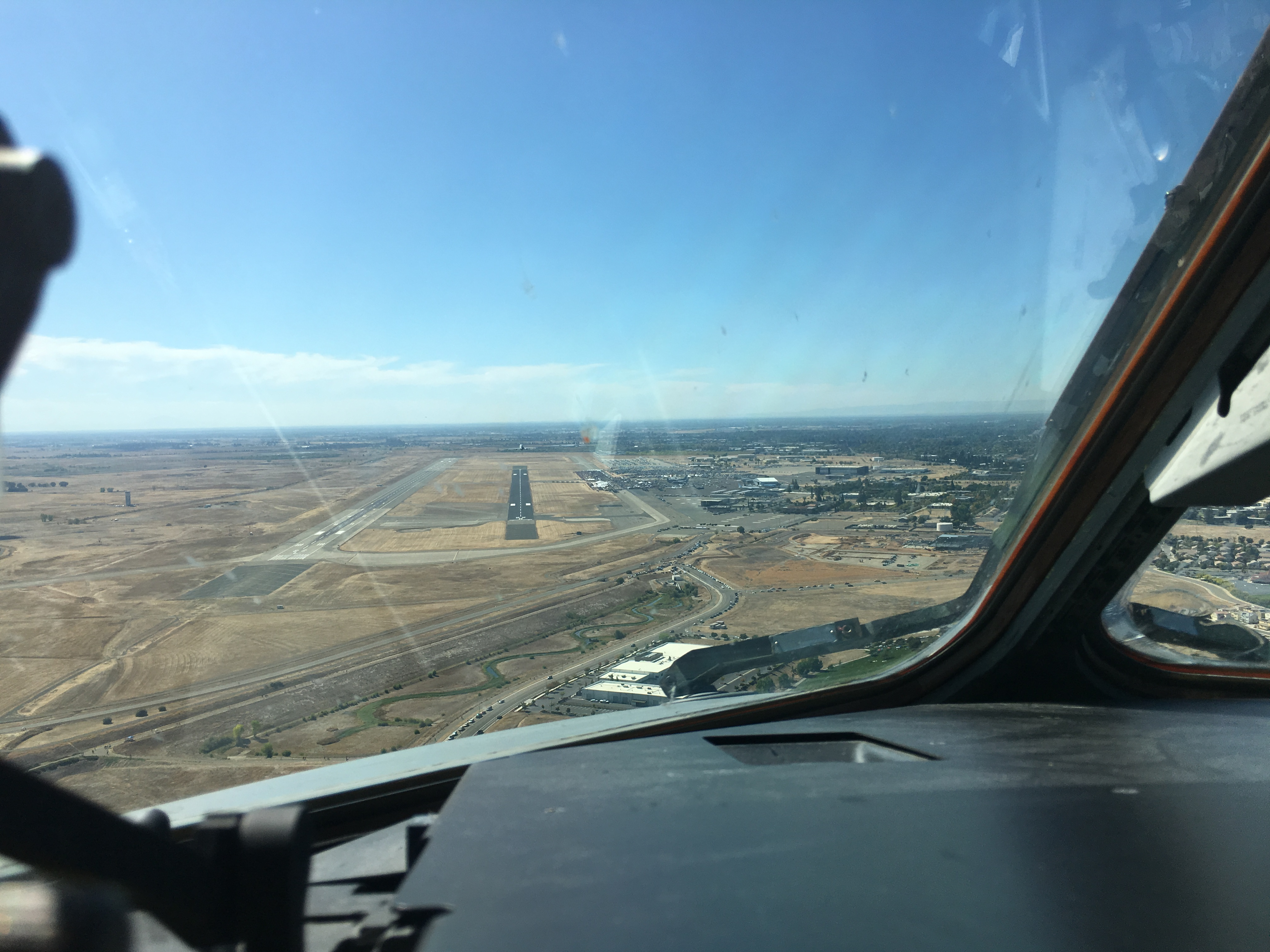
Im Endanflug auf den Flughafen Sacramento Mather

## Zwischenfälle
- Beim Emery-Worldwide-Flug 17 stürzte Am 16. Februar 2000 eine Douglas DC-8-71F der Frachtfluggesellschaft Emery Worldwide (Luftfahrzeugkennzeichen N8079U) kurz nach dem Start auf einen Autoschrottplatz.[5][6]

## Frachtverkehr

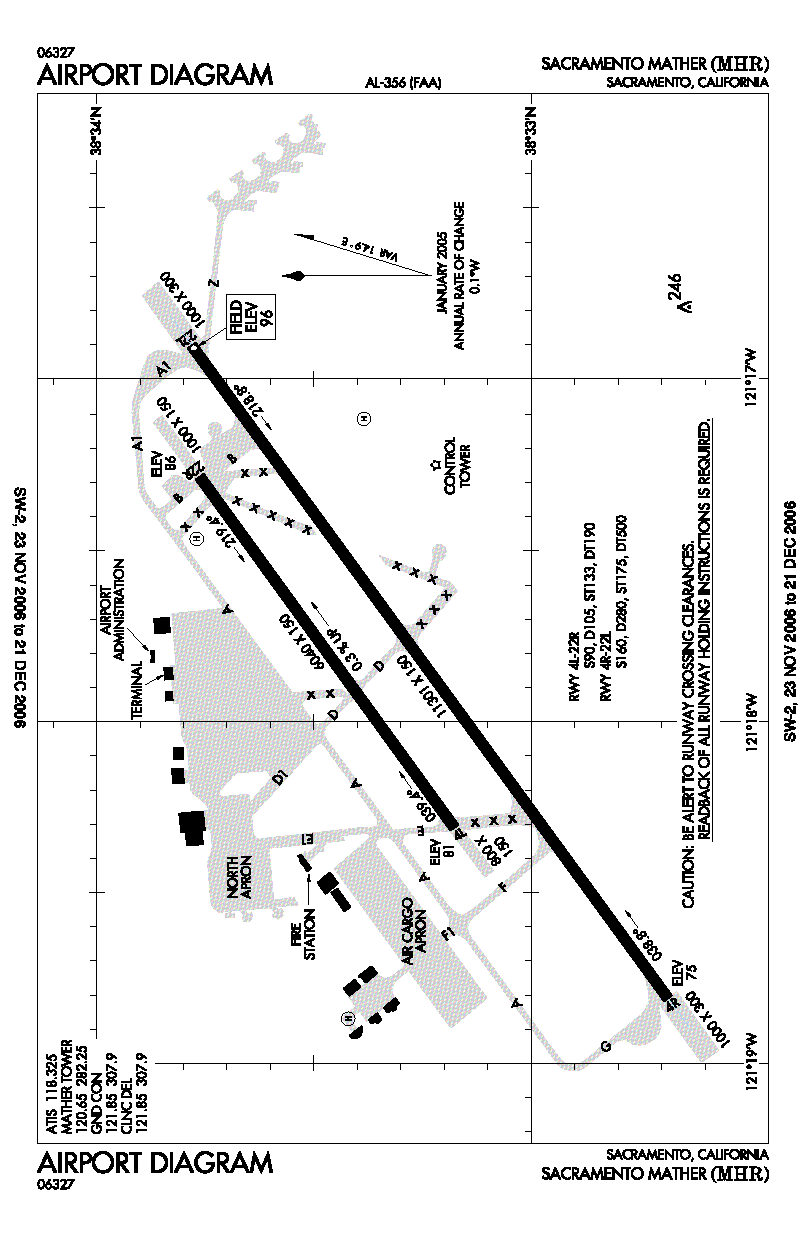
Der Flughafen Sacramento Mather als Flughafendiagramm

Der Flughafen wird auch für den Transport von Frachten genutzt. Dabei verkehren regelmäßig die Frachtairlines Ameriflight, DHL Aviation und UPS Airlines. Ameriflight transportiert die Fracht nach Reno-Tahoe, DHL Aviation nach Cincinnati und Salt Lake City. Mit den Zielflughäfen in Louisville, Ontario, Portland (OR) und Reno-Tahoe bietet UPS Airlines die meisten Ziele.